# Olga Leonardovna Knipper-Csehova
Olga Leonardovna Knipper-Csehova (oroszul: Ольга Леонардовна Книппер-Чехова; Glazov, 1868. szeptember 21. – Moszkva, 1959. március 22.) orosz szovjet színésznő. A Moszkvai Művész Színház egyik alapító tagja, Anton Pavlovics Csehov felesége volt.

## Pályája
Német származású értelmiségi szülők gyermeke, apja mérnök volt, anyja tanárnő. Moszkvában, Vlagyimir Nyemirovics-Dancsenko növendékeként végezte el a színiiskolát 1898-ban, majd mesterével együtt az akkor formálódó Moszkvai Művész Színház tagja lett és színészi pályafutása végéig az is maradt. A társulat tagjaként ismerkedett meg Csehovval, akivel 1901-ben kötött házasságot. Játszott az író főbb drámáiban: a Sirályban Arkagyina, a Ványa bácsiban Jelena Andrejevna, a Három nővérben Masa, a Cseresznyéskertben Ranyevszkaja alakját keltette életre. Szerepelt többek között Gogol A revizor, Turgenyev Egy hónap falun, Molière A képzelt beteg, Ibsen Ha mi, halottak, feltámadunk, Gerhart Hauptmann Einsame Menschen című darabjában. A 20. század első éveiben a színház egyik vezető színésznője volt.
Később, az 1920-as évektől egyre ritkábban kapott szerepet. A színház két vezető művésze, Sztanyiszlavszkij és Nyemirovics-Dancsenko között feszülő ellentétek két táborra szakították a társulatot, és egykori mesterével együtt az ő helyzete is meggyengült. Ekkorra már jócskán túljutott pályája csúcsán, a társulathoz pedig új, fiatal színészek szerződtek. Knipper-Csehova fokozatosan háttérbe szorult, lényegében leszorult a színpadról.
Házassága Csehovval rövid volt, és az író korai halálával ért véget; ő maga hosszú életet élt. Bátyja útépítő mérnök, öccse operaénekes volt (Vlagyimir Nardov néven). Két rokona szintén művészi pályára lépett: unokahúga, Olga Konsztantyinovna Csehova német színésznő lett, annak testvére, Lev Konsztantyinovics Knipper pedig orosz szovjet zeneszerző.